# اتصال (مجموعه تلویزیونی)
اتصال (انگلیسی: Connect; کره‌ای: 커넥트) یک مجموعه تلویزیونی محصول کره جنوبی به کارگردانی تاکاشی میکه و با بازی جونگ هه این، گو کویونگ پیو و کیم هه جون است. این مجموعه در ۷ دسامبر ۲۰۲۲ از دیزنی پلاس منتشر شد.

## بازیگران
- جونگ هه این در نقش ها دونگ سو[۵]

انسان فناناپذیر که یک چشمش را از دست داد.
- گو کیونگ پیو در نقش اوه جین سوک[۶]

قاتل سریالی که پیوند چشم از «اتصال» دریافت کرد.
- کیم هه جون در نقش لی یی رانگ[۷]

دستیار مرموزی که راز «اتصال» را می‌داند.
- کیم روی ها در نقش کارآگاه چوی[۸]
- جانگ گوانگ در نقش پزشک[۹]

## تولید
در ژوئن ۲۰۲۱، استودیو دراگون گزارش کرد که یک درام جدید به نام کانکت با کارگردان ژاپنی تاکاشی میکه تولید خواهد کرد. این مجموعه اولین درام کره‌ای است که توسط یک کارگردان ژاپنی هدایت می‌شود.
در ژانویه ۲۰۲۲، گزارش شد که فیلم‌برداری این مجموعه در حال انجام است و بعداً اعلام شد که فیلم‌برداری در مارس ۲۰۲۲ به پایان رسید.